# Курув (Суський повіт)
Курув (пол. Kurów) — село в Польщі, у гміні Стришава Суського повіту Малопольського воєводства.
Населення — 608 осіб (2011).

## Історія
У 1975-1998 роках село належало до Бельського воєводства, підпорядковувалося районній адміністрації у Вадовицях.

## Демографія
Демографічна структура станом на 31 березня 2011 року:
|          | Загалом | Допрацездатний вік | Працездатний вік | Постпрацездатний вік |
| -------- | ------- | ------------------ | ---------------- | -------------------- |
| Чоловіки | 293     | 52                 | 206              | 35                   |
| Жінки    | 315     | 66                 | 168              | 81                   |
| Разом    | 608     | 118                | 374              | 116                  |